# الأخنس بن شريق بن عمرو
الأَخنَس بن شُرَيْق بن عمرو بن وهب بن علاج بن أبي سلمة بن عبد العزى بن غيرة بن عوف بن ثقيف الثقفي ،أبو ثعلبة ،حليف بني زهرة اسمه أُبَيِ.

## أبناؤه
له ابن يسمى المغيرة دافع عن عثمان يوم الدار، واستشهد في هذا اليوم. 

## سبب تسميته بالأخنس
لُقِبَ بالاخنس لأنه رجع ببني زهرة من بدر لما جاءهم الخبر أن أبا سفيان نجا بالعير فقيل «خنس الأخنس ببني زهرة» فسمي بذلك

## إسلامه
أسلم الأخنس فكان من المؤلفة، وروي في قصة إسلامه 
| الأخنس بن شريق بن عمرو | أن أبا سفيان وأبا جهل والأخنس اجتمعوا ليلا يسمعون القرآن سرا فذكر القصة وفيها أن الأخنس أتى أبا سفيان فقال ما تقول قال أعرف وأنكر قال أبو سفيان فما تقول أنت قال أراه الحق | الأخنس بن شريق بن عمرو |

وذكر ابن عطية عن السدي أن الأخنس جاء إلى النبي ﷺ فأظهر الإسلام ،ثم هرب بعد ذلك فمر بقوم من المسلمين فحرق لهم زرعا وقتل حمرا، فنزلت {ومن الناس من يعجبك قوله في الحياة الدنيا ويشهد الله على ما في قلبه وهو ألد الخصام} إلى قوله {بئس المهاد} وقال ابن عطية ما ثبت قط أن الأخنس أسلم، وقد يكون أسلم ثم ارتد ثم رجع إلى الإسلام.

## آيات نزلت في الأخنس
- قوله تعالى ﴿أَلَا إِنَّهُمْ يَثْنُونَ صُدُورَهُمْ لِيَسْتَخْفُوا مِنْهُ أَلَا حِينَ يَسْتَغْشُونَ ثِيَابَهُمْ يَعْلَمُ مَا يُسِرُّونَ وَمَا يُعْلِنُونَ إِنَّهُ عَلِيمٌ بِذَاتِ الصُّدُورِ ۝٥﴾ [هود:5] ،نزلت في الأخنس بن شريق وكان رجلاً حلو الكلام حلو المنظر يلقى رسول الله بما يحب ويطوي بقلبه ما يكره. وقال الكلبي: كان يجالس النبي يظهر له أمراً يسره ويضمر في قلبه خلاف ما يظهر فأنزل الله (أَلا إِنَّهُم يَثنونَ صُدورَهُم) يقول يكنون ما في صدورهم من العداوة للنبي .
- قوله تعالى ﴿وَمِنَ النَّاسِ مَنْ يُعْجِبُكَ قَوْلُهُ فِي الْحَيَاةِ الدُّنْيَا وَيُشْهِدُ اللَّهَ عَلَى مَا فِي قَلْبِهِ وَهُوَ أَلَدُّ الْخِصَامِ ۝٢٠٤﴾ [البقرة:204] ،قال السدى وغيره من المفسرين: نزلت في الأخنس بن شريق واسمه أبى والأخنس لقب لُقِبَ به لأنه خنس يوم بدر بثلاثمائة رجل من حلفائه من بنى زهرة عن قتال رسول الله على ما يأتي في آل عمران بيانه وكان رجلا حلو القول والمنظر فجاء بعد ذلك إلى النبي فأظهر الإسلام وقال الله يعلم أنى صادق ثم هرب بعد ذلك فمر بزرع لقوم من المسلمين وبحمر فأحرق الزرع وعقر الحمر قال المهدوى وفيه نزلت (ولا تطع كل حلاف)"
- قوله تعالى ﴿وَيْلٌ لِكُلِّ هُمَزَةٍ لُمَزَةٍ ۝١﴾ [الهمزة:1] ،أخرج عن السدي قال نزلت في الأخنس بن شريق ،وأخرج ابن جرير عن رجل من أهل الرقة قال نزلت في جميل بن عامر الجمحي ،وأخرج ابن منذر عن ابن إسحاق قال كان أمية بن خلف إذا رأى رسول الله همزه ولمزه فأنزل الله ويل لكل همزة لمزة السورة كلها، وقال مالك عن زيد بن أسلم همزة لحوم الناس، ثم قال بعضهم المراد بذلك الأخنس بن شريق وقيل غيره وقال مجاهد هي عامة.